# هاري إي. وود
هاري إي. وود (بالإنجليزية: Harry E. Wood)‏ هو قاضي أمريكي، ولد في 31 مايو 1926 في سبارتانبرغ في الولايات المتحدة، وتوفي في 23 نوفمبر 2009.